# Jugo-Nostalgie

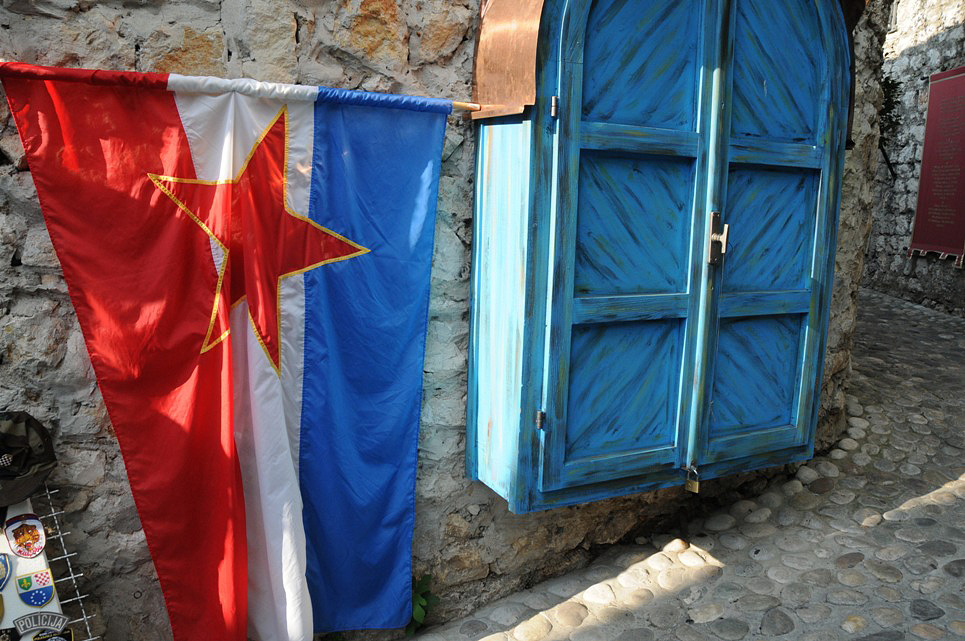
Flagge Jugoslawiens in Mostar, 2009

Jugo-Nostalgie, Jugonostalgie bzw. Jugoslawien-Nostalgie (serbokroatisch, slowenisch und mazedonisch: jugonostalgija, kyrillisch југоносталгија) bezeichnet unterschiedliche gesellschaftliche Phänomene, die positive Aspekte des Sozialistischen Jugoslawiens erinnernd aufgreifen, teilweise idealisieren sowie sentimental verklären. Dies bezieht sich auf ideologische, wirtschaftlich-soziale oder kulturelle Aspekte. Teilweise wird unter der Bezeichnung eine spezifische Tito-Nostalgie und -Verehrung („Titostalgie“) verstanden, die auch kommerziell geprägt sein kann. Jugo-Nostalgie wird sowohl bei Menschen gesehen, die das sozialistische Jugoslawien selbst erlebt haben, als auch bei solchen, die es nur mittelbar kennen. Ein vergleichbar gelagertes Phänomen ist die Ostalgie, bei der die frühere DDR das Objekt positiver bzw. auch zum Teil verklärender Erinnerung ist.
Zu den Hintergründen und Ursachen gibt es unterschiedliche Annahmen. Ein häufig genannter Grund für das Aufkommen jugonostalgischer Gefühle ist die Tatsache, dass zahlreiche Menschen mit dem plötzlichen Verlust ihrer über Jahrzehnte aufgebauten und gepflegten jugoslawischen Identität nicht fertig wurden, sich entwurzelt sowie heimatlos fühlen und sich mit den neuen politischen Gegebenheiten nicht identifizieren können. Als Folge der Jugo-Nostalgie-Welle entstand der Begriff Jugosphäre für das einstige Staatsgebiet.
Die gesellschaftliche Bewertung der „Jugo-Nostalgie“ ist sowohl innerhalb der Nachfolgestaaten Jugoslawiens wie auch außerhalb umstritten.

## Wortherkunft
Die erste Verwendung des Begriffs Jugonostalgija wird der kroatischen Schriftstellerin Dubravka Ugrešić zugeschrieben, die ihn 1995 in ihrem Essay Konfiskacija pamćenja (Konfiszierung des Gedächtnisses) verwendete. Ein Mensch der die Jugo-Nostalgie lebt, wird als jugonostalgičar/jugonostalgičarka (Jugonostalgiker/Jugonostalgikerin) bezeichnet.

## Verbreitung und Perzeption

### Verbreitung
Nach einer Umfrage der kroatischen Niederlassung des Ipsos-Instituts im Jahr 2011 bedauern nur 5 % der Bürger Kosovos und 18 % der Bürger Kroatiens den Zerfall Jugoslawiens. In den übrigen Nachfolgestaaten ist dieser Prozentsatz erheblich höher: 45,3 % in Mazedonien, 63,1 % in Montenegro, 68,2 % in Bosnien-Herzegowina und 70,9 % in Serbien. Als „Jugoslawen“ bezeichneten sich 2 % der Bewohner Kosovos und 2,8 % der Befragten in Kroatien, aber 28,1 % der Bewohner Montenegros und 31,8 % der Bewohner Serbiens.
Gemäß einer Gallup-Studie aus dem Jahr 2017 empfanden 81 % der Serben, 77 % der Bosniaken und 65 % der Mazedonier, dass der Zerfall Jugoslawiens ihrem Land geschadet habe. Nur 4 % der Serben, 6 % der Bosniaken und 15 % der Montenegriner glaubten, dass der Zerfall Jugoslawiens Vorteile für ihr Land habe. Die Kroaten betrachteten zu 55 % den Zerfall Jugoslawiens als einen Vorteil für das Land und zu 23 % als negativ, in Slowenien sahen dies 41 % als Vorteil und 45 % sehen dies als negativ an. In Kosovo sehen 75 % den Vorteil und 10 % bereuen den Staatszerfall.

### Positive Wahrnehmung
Im positiven Sinne bedeutet Jugo-Nostalgie ein Gefühl der Nostalgie, der Wehmut nach dem Alten, das die positiven Aspekte des sozialistischen Jugoslawien idealisiert und in den Vordergrund stellt.
Jugo-Nostalgie kann beschrieben werden als Wehmut nach:
- wirtschaftlicher Sicherheit, der Ideologie des Titoismus,
- „Brüderlichkeit und Einigkeit“ (bratstvo i jedinstvo), als alle Völker Jugoslawiens friedlich zusammenlebten,
- „Internationalismus“, der Blockfreiheit,
- Geschichte, Traditionen sowie der Lebensweise zu Zeiten Jugoslawiens

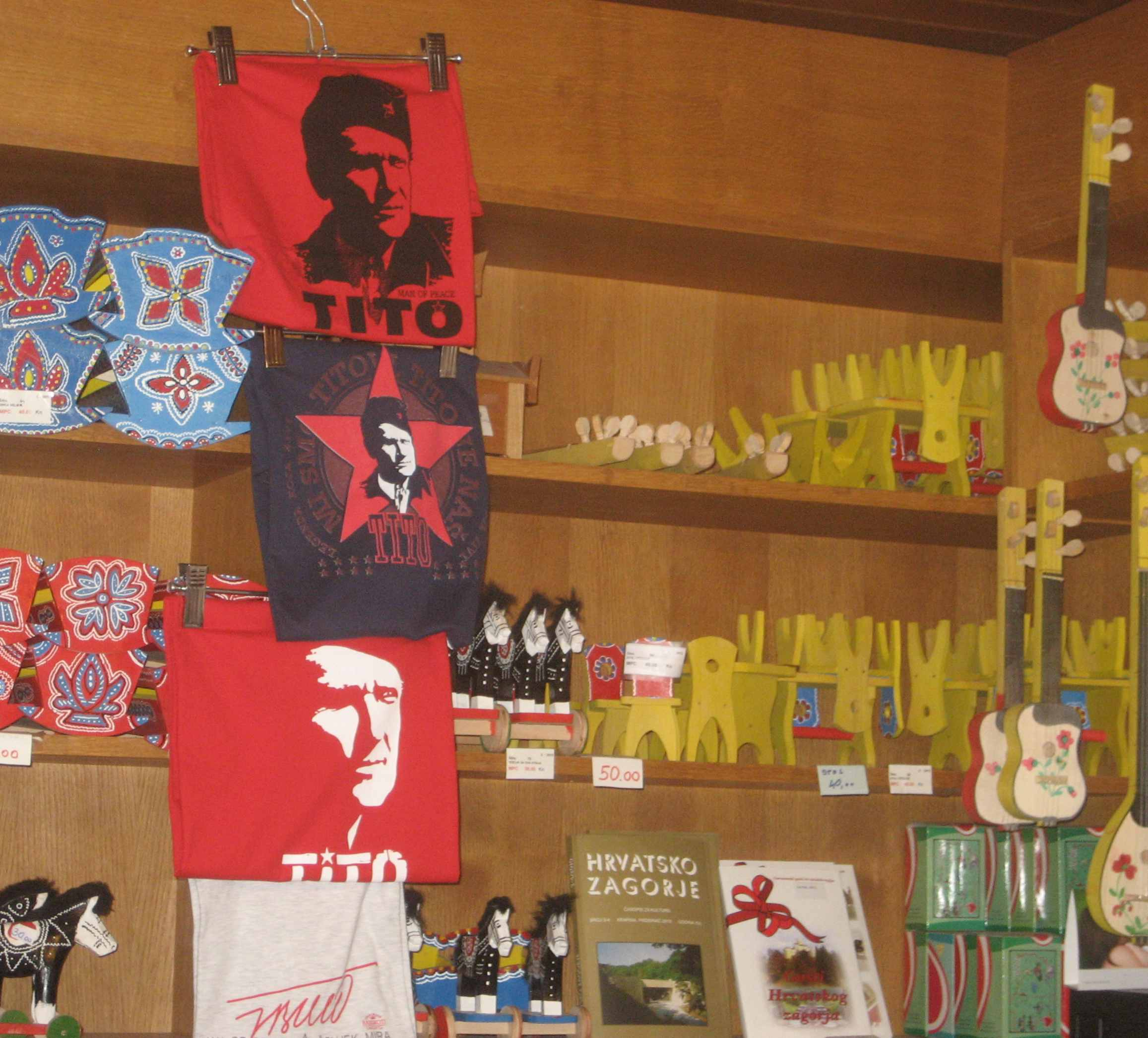
Tito-T-Shirts in Kumrovec im Jahr 2012

### Negative Wahrnehmung
Während der Jugoslawienkriege und danach wurde das abwertende Etikett des „Jugo-Nostalgikers“ von Unterstützern, Regierungsmitgliedern und Medien einiger Nachfolgestaaten dazu verwendet, von Kritik abzulenken und Kritiker als Verräter oder Staatsfeinde zu diskreditieren.

## Niedergang des Jugoslawismus
In den 1970er Jahren entwickelte sich in Jugoslawien im Vergleich zu den anderen realsozialistischen Staaten ein relativer Wohlstand. In diesem Jahrzehnt kam es in der Folge der als Kroatischer Frühling bezeichneten Bewegung in der Sozialistischen Republik Kroatien zur Verfassungsänderung von 1974. Mit dieser Verfassung wurde der föderale Aufbau Jugoslawiens ausgebaut und den Teilrepubliken weitgehende Autonomierechte sowie das Recht jeder Teilrepublik auf den Austritt aus der Jugoslawischen Föderation zugestanden.
Seit dem Zerfall Jugoslawiens verlor auch die Idee des Jugoslawismus an Popularität. Die Bezeichnung Jugoslawien wurde bis 2003 von der Serbisch-Montenegrinischen Föderation fortgeführt. Die Anzahl der Personen, die sich als Jugoslawen betrachteten, wurde immer geringer.
Der Historiker Vjeran Pavlakovic führt die nach Staaten unterschiedliche Intensität der Jugo-Nostalgie auf unterschiedlichen Erfolg bei der Nationsbildung zurück: Kroatien habe seine geostrategischen Ziele und seine staatliche Unabhängigkeit gesichert und sehe sich als Gewinner der Kriege, dasselbe gelte für das Kosovo. In den anderen exjugoslawischen Staaten sei der Nationsbildungsprozess hingegen noch nicht abgeschlossen, die Beziehung zum ehemaligen Jugoslawien sei deshalb eher ein Ausdruck gegenwärtiger Probleme als ein Zeichen für eine „jugoslawistische“ Ideologie.

## Tito- und Jugoslawien-Kult

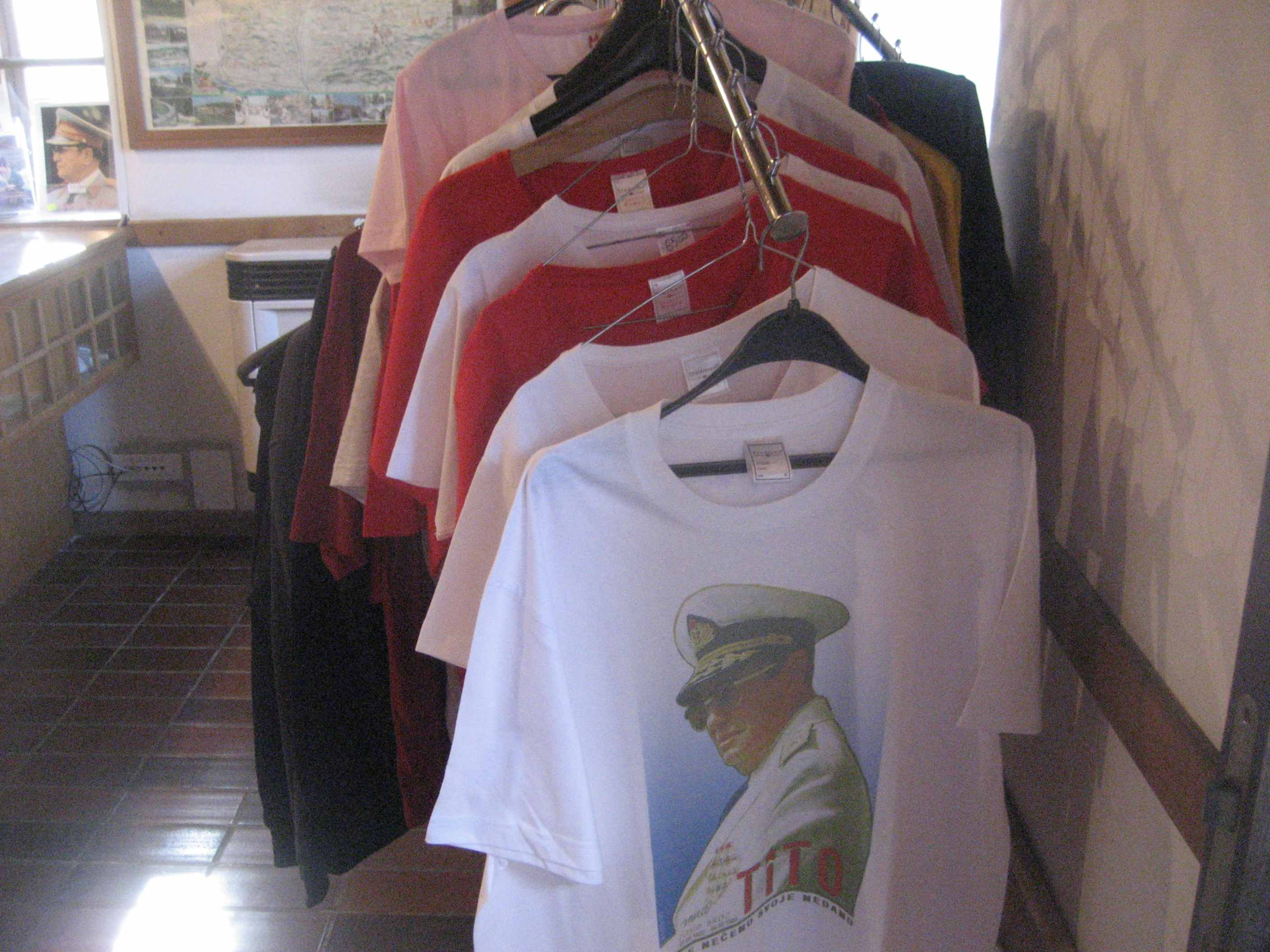
Tito-Souvenirs in Kumrovec im Jahr 2012

Am 7. Mai finden alljährlich zum Geburtstag Titos in dessen Geburtsort Kumrovec Feierlichkeiten statt, zu denen mehrere tausend Besucher aus vielen Teilen des ehemaligen Jugoslawien und anderen Nachbarländern kommen. Hierbei treten zahlreiche vor allem ältere Menschen mit Gegenständen der kommunistischen Ikonografie auf. Titos Mausoleum Haus der Blumen (Kuća cveća) in Belgrad gilt als eines der frequentierten touristischen Ziele der Stadt. An diesen Feierlichkeiten beteiligen sich insbesondere Verbände ehemaliger Partisanen, ehemalige Mitglieder der kommunistischen Partei Jugoslawiens sowie Antifaschismus-Gruppierungen. Viele einstige „Pioniere“ erinnern sich noch an die Paraden und Festivitäten, welche den Tito-Kult weiter erhalten sollten.
Der „blaue Zug“ Titos fährt auch heute noch gelegentlich von Sarajevo nach Belgrad, als Erinnerung an frühere Zeiten.
Um die ausufernde Verwendung von Titos Namen für Souvenirs und andere Konsumgüter zu begrenzen, haben Nachkommen Titos diesen 2006 in Kroatien für die Dauer von zehn Jahren markenrechtlich schützen lassen.

## BegriffJugosphäre

Tim Judah prägte den Begriff Jugosphäre.

Nach dem Zerfall des Vielvölkerstaates wurde lange Zeit nach einem neuen, unverfänglichen und politisch korrekten Begriff für das ehemalige Jugoslawien gesucht. Es kursieren Begriffe wie region (Die Region), zapadni Balkan (Westbalkan), jugoistočna Evropa (Südosteuropa) und andere. Diese waren jedoch zu schwammig oder ungenau, da sie z. B. Ungarn, Bulgarien und Albanien miteinbezogen, oder aber Länder wie Slowenien ausschlossen.
In seinem 2009 erschienenen Artikel Entering the Yugosphere für den britischen Economist verwendete Tim Judah den Begriff Jugosphäre (im Original: Yugosphere/serbokroat.: Jugosfera), um das geografische Gebiet des ehemaligen Jugoslawien zu erfassen. In der Folge etablierte sich der Begriff relativ rasch und wird von der internationalen Presse häufig verwendet. Für viele Menschen aus dem einstigen Jugoslawien gibt der Begriff treffend die Sehnsucht nach dem alten Heimatland wieder.
2017 nutzte der deutsche Rapper BRACO den Begriff zur Namensgebung seines Albums, welches sich thematisch mit den Balkankriegen der 90er-Jahre und ihren schweren gesellschaftlichen und wirtschaftlichen Folgen auseinandergesetzt hat.

## Rezeption in Kultur, Sport und Konsum
Im Volksmund gilt das Leksikon YU mitologije gemeinhin als Bibel der Jugonostalgiker. Die BBC beurteilte 2005 die Veröffentlichung dieses Buches als effektiver für die regionale Aussöhnung und Erneuerung des Dialoges, als alle regionalen Politiker gemeinsam erreicht hätten. Die Geschichte des Lexikons geht auf das Jahr 1989 zurück. Bemerkenswert ist dabei, dass Dubravka Ugrešić, der die Einführung des Begriffes jugonostalgija zugesprochen wird, Mitbegründerin der Initiative zur Veröffentlichung eines solchen Lexikons war. Aufgrund des Krieges wurde es jedoch erst am 25. Mai 2004 veröffentlicht. Das Datum wurde symbolisch gewählt, zum ehemaligen Dan Mladosti.
Die Dokumentationsreihe Robna kuća – Za nekoga sve, za svakog ponešto (Das Warenhaus – Für jemanden alles, für jeden etwas) befasst sich mit dem populärkulturellen Phänomen der Sozialistischen Föderativen Republik Jugoslawien. Der Titel suggeriert, dass die Reihe auch für Menschen, die keine reinen Jugonostalgiker sind, inhaltlich von Interesse sein kann, da die geschilderten Ereignisse zu jedermanns Kulturgeschichte gehören. Inhaltlich ist die Sendereihe vergleichbar mit 60xDeutschland, mit dem Unterschied, dass sich Robna kuća lediglich mit Kultur und Sport befasst. Ein weiteres Beispiel für jugonostalgische Dokumentationsreihen ist Do you miss YU – SFRJ za početnike (Vermisst Du YU – SFRJ für Anfänger). Der Inhalt der Sendung basiert auf den privaten Erinnerungen 150 einfacher und prominenter Bürger aus der Jugosphäre. Verschiedene Themen werden in Form von unterhaltsamen Einspielern vorgestellt sowie aus verschiedenen Perspektiven beleuchtet und kommentiert. Ausgestrahlt wurde die Reihe von verschiedenen Sendern im ehemaligen Jugoslawien.
Im Jahr 2012 ging ein in Sarajevo ansässiger Fernsehsender namens Jugoslovenska Radio Televizija (JRT) an den Start. Der Name ist bewusst derselbe, den einst die ehemalige JRT trug. Ziel des Senders ist, nach Angaben der Leitung, etwas aus dem alten Jugoslawien zurückzuholen und die regionalen Zentren Sarajevo, Ljubljana, Priština, Belgrad, Zagreb, Podgorica, Skopje und Novi Sad zu verbinden. Die Redaktion besteht aus Volontären aller ehemaliger Teilrepubliken. Die Ausstrahlung erfolgt zunächst via Internet.
Im Bereich des Filmschaffens nutzt z. B. Emir Kusturica in Filmen wie Underground Jugo-Nostalgie als Stilmittel ähnlich, wie sich z. B. Good Bye, Lenin! der Ostalgie bedient. Auch Srđan Dragojević' Film Parada setzt jugonostalgische Elemente ein. Kriegsveteranen aus der gesamten Jugosphäre schließen sich zusammen, um die Belgrader Pride zu beschützen. Timur Makarević stellte im Jahr 2012 seinen Kurzfilm Jugonostalgija beim Sarajevo Film Festival vor. Der Film versucht zu erörtern, weshalb auch junge Menschen, die das alte Jugoslawien gar nicht mehr persönlich erlebt haben, jugonostalgische Gefühle entwickeln. Der Dokumentarfilm Cinema Komunisto befasst sich ebenfalls mit dem Phänomen der Jugo-Nostalgie. Die Regisseurin vertritt hierbei die These, Jugo-Nostalgie gebe mehr Aufschluss darüber, wie schlecht es uns heute gehe, als dass sie die Vergangenheit glorifiziere.
Die berühmten Partisanenfilme, wie beispielsweise Bitka na Neretvi (Die Schlacht an der Neretva), Sutjeska (Die fünfte Offensive – Kesselschlacht an der Sutjeska), Boško Buha, Valter brani Sarajevo (Walter verteidigt Sarajevo), Otpisani (Die Abgeschriebenen), Igmanski marš (Der Marsch über den Igman) und Balkan Ekspres (Balkan Express), sind ein elementarer Bestandteil der jugonostalgischen Ikonografie. Kulturwissenschaftler geben an, der Partisanenfilm habe für den Jugoslawen jene Bedeutung, welche der Western für den Amerikaner hätte. Insgesamt erleben alte jugoslawische Filme und Serien wie Bolji život (Ein besseres Leben), Tesna koža (A Tight Spot), Žikina dinastija (Žikas Clan), Ko to tamo peva? (Who’s Singin’ Over There?), Hajde da se volimo (Let’s Love Each Other) und viele andere in den vergangenen Jahren ein Revival und konnten hohe Einschaltquoten im Fernsehen erzielen.
Die Theaterszene verzeichnet, ebenso wie der Film, eine bemerkenswerte Jugo-Nostalgie. Viele ehemals jugoslawische Theaterstücke werden in den vergangenen Jahren, aufgrund steigender Nachfrage, wieder ins Programm genommen. Branislav Nušić' Stück Gospođa ministarka (Die Frau des Ministers) wurde mit großem Erfolg in Zagreb wiederaufgeführt. Aus Protest gegen Sprachpurismus wurde das Theaterstück auf Serbisch mit kroatischem Untertitel gezeigt. Dies sollte veranschaulichen, wie überflüssig selbiger ist. Die jugonostalgischen Gefühle äußern sich hingegen nicht nur in Form von Wiederaufführungen, sondern auch in neuen Theaterstücken, die von der verschwundenen Heimat handeln. Dank ausländischer Berichterstattung in Presse und Fernsehen genießt das Theaterstück Rođeni u Jugoslaviji (Geboren in Jugoslawien) inzwischen internationales Renommee. Regisseur ist der Bosniake Dino Mustafić, während das Theaterstück in Belgrad uraufgeführt wurde. Zu Beginn des Theaterstückes wird die alte Nationalhymne Hej Sloveni gespielt. In diesem Augenblick erheben sich stets zahlreiche Zuschauer. Das Theaterstück sorgte für viel Gesprächsstoff, weshalb auch einige Pressekonferenzen abgehalten wurden.
Die Interpretin Lepa Brena, welche von zahlreichen Zeitgenossen und Soziologen als ein Symbol des Jugoslawismus wahrgenommen wird, bezeichnet sich selbst als Jugonostalgikerin. Ihre Titel Živela Jugoslavija (Es lebe Jugoslawien) und Jugoslovenka (Die Jugoslawin) werden auf Retro-Events gerne gesungen und haben für Jugonostalgiker Bedeutung.
Der Komponist Milutin Popović, besser bekannt unter seinem Künstlernamen Zahar, schrieb für einige Pop- und Folkinterpreten Lieder, welche sich noch heute unter Jugonostalgikern großer Beliebtheit erfreuen. Neben Lepa Brenas Živela Jugoslavija komponierte er auch den legendären Song Od Vardara pa do Triglava (Vom Vardar bis zum Triglav), welcher von verschiedenen Interpreten gesungen wurde. Die populärste Fassung stammt von den Ladarice, der weiblichen Besetzung des Folkloreensembles Lado. Ein weiterer beliebter von Zahar komponierter Titel war die Sporthymne Hej Jugosloveni (Plavi, napred plavi) (Hey Jugoslawen (Vorwärts Blaue)). Interpretiert wurde sie von Doris Dragović und später auch von Snežana Babić, besser bekannt als Sneki. Das von Zdravko Čolić gesungene Druže Tito, mi ti se kunemo (Genosse Tito, wir geloben Dir) ist wohl das bekannteste Tito gewidmete Lied. Darüber hinaus gibt es zahlreiche titostalgische Lieder, die noch heute beliebt sind.
Die Gruppe Bijelo dugme mit ihrem Frontman Goran Bregović gehörte zu den populärsten Rockbands in Jugoslawien. Pljuni i zapevaj (moja Jugoslavijo) (Spucke und singe (mein Jugoslawien)) und Lipe cvatu (Die Linden blühen) mit ihren heimatverbundenen Texten sind bei Jugonostalgikern sehr beliebt.
Ebenso zählen die Titel Zemljo moja (Mein Land) von der Gruppe Ambasadori und Zemlja (Das Land) von Ekatarina Velika zu den beliebtesten. Letzterer wurde Jahre später als Eröffnungsmelodie zu In the Land of Blood and Honey verwendet. Nicht zuletzt ist die Gruppe Jugosloveni zu erwähnen, welche mit dem selbstironischen Song Jugosloveni (Die Jugoslawen) einen großen Hit landete.
Auch in der heutigen Pop- und Folkmusik sind viele jugonostalgische Lieder zu finden. Die serbisch-mazedonische Popsängerin Tijana Dapčević konnte mit dem Titel Sve je isto, samo njega nema (Alles ist beim Alten, nur er (Tito) ist nicht mehr hier), welcher mit vielen jugonostalgischen Elementen angereichert ist, in der gesamten Jugosphäre große Erfolge feiern. Die slowenische Gruppe Rock Partyzani hat ein Album mit dem Titel Born in YU veröffentlicht. Darauf befindet sich, unter anderem, der Song Yugo, in dem das alte Jugoslawien zelebriert wird. Im zugehörigen Videoclip sind viele Ausschnitte aus jugoslawischen Werbespots, Filmen, Fernsehsendungen, Sportereignissen und ESC-Auftritten zu sehen. In Goran Bregović' Wedding and Funeral Orchestra trägt jeder der Musiker eine Tracht aus einer der ehemaligen jugoslawischen Republiken. Indira Radić fragt sich in ihrem Song Rodni kraj (Meine Heimatregion), was aus ihren alten Freunden, verstreut in der Jugosphäre, geworden ist, und hofft auf Nachricht von ihnen. Der montenegrinische Sänger Boban Rajović betrauert in seinem Lied Jugoslavijo das Auseinanderbrechen des Vielvölkerstaates. Auch darüber hinaus gibt es viele weitere Beispiele.
Im ehemaligen Jugoslawien wurde dem Eurovision Song Contest ein großer Stellenwert beigemessen. Alle jugoslawischen Vertreter konnten in ihrer Heimat mit ihren Titeln große Hits verbuchen. Beim Wettbewerb 1990 in Zagreb wurde als Intervall Act ein touristischer Film mit dem Titel Yugoslav Changes gezeigt. Da das Land nur ein Jahr später auseinanderbrach, nimmt die Veranstaltung aus dem Jahre 1990 für die jugonostalgischen Anhänger einen besonderen Platz ein, da es das letzte Mal war, dass man sich als gemeinsamer Staat vor Europa präsentierte.
Seit Jahren wird von verschiedenen Seiten der Name des Kulturbetriebs Jugoslovensko dramsko pozorište (Jugoslawisches Drama-Theater) beanstandet. Wegen der Philosophie des Hauses, der Einheit der Südslawen, wurde von einer Namensänderung stets abgesehen.
Im Bereich des Sports ist die Gründung der Adriatic Basketball Association zu bemerken, die der ehemaligen jugoslawischen Basketballmeisterschaft ähnelt und daher von Jugonostalgikern aufmerksam verfolgt wird.
Besonders emotionale und sentimentale Gefühle rufen bei Jugonostalgikern Erinnerungen an die Olympischen Winterspiele in Sarajevo hervor. Der damals von Juan Antonio Samaranch im Rahmen der Abschlussfeierlichkeiten auf Serbokroatisch ausgesprochene Abschiedsgruß „Doviđenja drago Sarajevo!“ („Auf Wiedersehen liebes Sarajevo!“) ist heute legendär.
Jugo-Nostalgie erstreckt sich auch auf verschiedene Konsumgüter aus dem einstigen Gesamtstaat. Dubravka Ugrešić bezeichnet diese Güter in ihrem Buch Ministarstvo boli (Das Ministerium der Schmerzen) als Bestandteile des „jugo-nostalgischen Erste-Hilfe-Koffers“, welcher seine Besitzer an die gute alte Zeit erinnert. Viele Produkte konnten nach dem Krieg ein erfolgreiches Comeback in den verschiedenen Nachfolgestaaten feiern. Beispiele dafür sind Hersteller und Produkte wie Gorenje (Haushaltsgeräte), Podravka (Vegeta, Eva), Bambi (Plazma keks), Pionir (Negro bombone, Medeno srce, Galeb …), Takovo (Eurocrem), Centroproizvod (Cipiripi), Cedevita (Nahrungsergänzungsmittel), Soko Štark (Smoki, Bananica, Najlepše želje …), Knjaz Miloš (Getränke), Radenska (Getränke), Droga Kolinska (Cockta, Argeta …), Paloma (Hygieneartikel), Jaffa Crvenka (Jaffa Cakes, Munchmallow …) und Kraš (Kiki, Domaćica, Bronhi …). Besonders serbische Süßigkeiten und Knabberartikel, die schon zu jugoslawischen Zeiten bekannt waren, erfreuen sich in Kroatien und Slowenien wieder wachsender Beliebtheit. So gehören die Jaffa Cakes der Firma Jaffa Crvenka und die Erdnussflips Smoki, vom Hersteller Soko Štark, zu den meistverkauften Artikeln in ihrem Produktsegment in Kroatien und Slowenien.
Ein weiteres jugoslawisches Original ist das Schuhmodell Borosana der Firma Borovo. Es handelt sich dabei um einen orthopädischen Schuh, der speziell für Tätigkeiten, die vorwiegend im Stehen ausgeübt werden, angepasst ist. Getragen meist von Krankenschwestern, Kellnerinnen, Raumpflegerinnen und teilweise von Verkäuferinnen, waren sie das Sinnbild für die fleißige, arbeitsame Jugoslawin. Radio Sarajevo bezeichnete sie gar als das Symbol einer Zeit. Das Modell von damals wird noch heute verkauft, obgleich mittlerweile die Borosana auch in modischen Designs für den Alltag erhältlich sind. Großes Aufsehen erregte 2009 die Tatsache, dass das Modelabel Lacoste dem Borosana frappierend ähnlich sehende Schuhe auf den Markt brachte. Die Startas sind ein weiteres Schuhmodell der Firma Borovo, welches ebenfalls ein jugoslawisches Kultprodukt darstellt. Es handelt sich hierbei um Sneakers, ähnlich den Converse All Star. Auf der Welle der Jugo-Nostalgie erlebten die Startas ein großes Redesign-Comeback, für welches der Designer Mauro Massarotto beauftragt wurde. Begleitet wurde dies von der jugonostalgischen Werbekampagne Long Live Startas. Im Werbespot wird die manuelle Herstellung der Schuhe gezeigt, parallel werden Bilder einer Veranstaltung, die dem Dan Mladosti ähnelt, eingeblendet. Am Ende des Werbespots, für den der Kultsong Apsolutno tvoj der jugoslawischen Discogruppe Mirzino Jato verwendet wurde, marschieren Fackelträgerinnen in Startasschuhen in ein Sportstadion. Auch in diesem Fall kam es zu einem bemerkenswerten Zufall, als der Hersteller Nike das Modell Post Match, welches große Ähnlichkeit mit den Startas hatte, auf den Markt brachte.
Auch auf internationale Markenartikel musste die jugoslawische Bevölkerung nicht verzichten. So hatte beispielsweise ab 1967 das Unternehmen Slovin die Lizenz, Coca Cola und weitere Getränkemarken der Coca-Cola Company für den jugoslawischen Markt zu produzieren. Im Jahre 1970 folgte ein Lizenzvertrag mit Schweppes International Limited aus London. Im Wochenmagazin Politikin zabavnik, das in der Jugosphäre Kultstatus genießt, konnten die Leser bekannte internationale Comics wie Modesty Blaise, Flash Gordon, Batman verfolgen. Der italienische Comic Alan Ford wurde zum beliebtesten Comic in Jugoslawien und wird noch heute in den Nachfolgestaaten vertrieben. Amerikanische und westeuropäische Filme und Fernsehserien waren dem jugoslawischen Publikum stets zugänglich. Die JRT war Mitglied der Eurovision und somit, als einziger sozialistischer Staat, teilnahmeberechtigt am Eurovision Song Contest. Internationale Film- und Musikstars besuchten Jugoslawien. Die Bewohner des Ostblocks mussten erst den Fall des Eisernen Vorhangs abwarten, um in den Genuss dieser Privilegien zu kommen. Dieser Umstand vermittelt Jugonostalgikern das Gefühl, auch im Sozialismus auf nichts verzichtet zu haben, und motiviert zur Idealisierung der ehemaligen Heimat.
Expertenmeinungen, die besagen, die Wirtschaftslage wäre bei einem Fortbestand Jugoslawiens besser gewesen, als sie es heute in den Nachfolgestaaten ist, bestätigen viele Jugonostalgiker in ihren Ansichten.
Oft erwähnen Menschen, wie sehr die im ehemaligen Jugoslawien hochgehaltene Solidarität der Teilrepubliken vermisst wird. Die Erdbeben von Skopje (1963), Banja Luka (1969) und der montenegrinischen Küste (1979) zeigten, wie hilfsbereit die Menschen zu jener Zeit waren. Unzählige Freiwillige aus allen Teilrepubliken reisten an, um Trümmer zu beseitigen, beim Aufbau von Unterkünften zu helfen und weitere ehrenamtliche Tätigkeiten auszuüben. Diesbezüglich wurde in Banja Luka eine multimediale Ausstellung, mit dem Titel Solidarnost (Solidarität), organisiert. Das Erdbeben 2010 in Kraljevo zeigte exemplarisch, dass die Solidarität unter den Bürgern heute weit weniger ausgeprägt ist. Dies erstreckt sich auch auf andere Bereiche des Alltags, was viele in ihrer Ansicht bestätigt, das Leben in Jugoslawien sei besser gewesen.
Rund um Jugo-Nostalgie finden zahlreiche Veranstaltungen statt, wie beispielsweise Ausstellungen, die von den Besuchern teilweise sehr emotional aufgenommen werden, sodass nicht selten Tränen fließen. Beispiele sind die Ausstellungen Refleksije vremena (Reflexionen der Zeit), Jugoslavija od početka do kraja (Jugoslawien vom Anfang bis zum Ende) und Tako se živjelo (So lebte man). Eine bekannte Ausstellung im Ausland war Raumschiff Jugoslawien – Die Aufhebung der Zeit, die von ex-Jugoslawen in Berlin organisiert wurde. Das Muzej Isorije Jugoslavije (Museum der Jugoslawischen Geschichte) lieferte ein interaktives Modell. Nach einer erfolgreichen Veranstaltung meldeten sich zahlreiche Besucher, die gerne von ihren eigenen Erinnerungen und Erlebnissen aus jugoslawischen Zeiten berichten wollten. Dies veranlasste die Museumsleitung zur Aktion Posetioci kustosi (Besucher als Kustos). Menschen sollten Erinnerungsgegenstände, Fotos und Ähnliches zur Verfügung stellen und anhanddessen anderen von ihren persönlichen Erinnerungen erzählen. Ausgestellt wurden die Exponate im Rahmen des Happenings Moja Jugoslavija: podelite svoje sećanje na život u Jugoslaviji (Mein Jugoslawien: Teilen Sie Ihr Andenken an das Leben in Jugoslawien), bei dem die Besitzer Gelegenheit hatten ihre Erlebnisse zu teilen und sich mit anderen auszutauschen.
In Subotica gründete Mirko Gabrić 2003 das, wie er angibt, 4. Jugoslawien, auch Minijugoslawien genannt. Es handelt sich um den eingetragenen Verein Jugoland, der auf 3,5 Hektar ein Minijugoslawien nachgebaut hat und ein Treffpunkt für Jugonostalgiker und Touristen ist.
Auch in sozialen Netzwerken ist eine verstärkte Jugo-Nostalgie festzustellen. Dies reicht von Websites und Netzwerkprofilen, die sich der Erinnerung an das ehemalige Jugoslawien widmen, bis hin zu Organisationen, die sich für die Interessen von Menschen, die sich als Jugoslawen fühlen, einsetzen wollen.
Jugo-Nostalgie ist längst nicht mehr ein Phänomen, das nur in der Jugosphäre Beachtung findet. Auch im Ausland befassen sich inzwischen Wissenschaftler mit dieser Erscheinung. So wurde am 7. Juli 2010 in Jena ein Symposium mit dem Thema Studientag: Sehnsuchtsort Jugoslawien? Jugonostalgija als Phänomen postsozialistischer Erinnerungskultur abgehalten.